# Artemijus Tutyškinas
Artemijus Tutyškinas (Vilnius, 2003. augusztus 8. –) litván válogatott labdarúgó, az NK Celje játékosa.

## Pályafutása

### Klubcsapatokban
A litván Rotalis, a lengyel Escola Varsovia és az olasz Crotone korosztályos csapataiban nevelkedett. 2021. augusztus 16-án kapott először lehetőséget a felnőtt keretbe, amikor a kupában a kispadon kapott lehetőséget a Brescia ellen. 2022. szeptember 1-jén kölcsönbe került a lengyel ŁKS Łódź csapatához. Szeptember 11-én debütált a Nieciecza ellen 1–1-re végződő bajnoki találkozón. Október 1-jén a második csapatban is bemutatkozott az Ursus Warszawa ellen. 2023 június végén hároméves szerződést írt alá a Łódźzal.

### A válogatottban
Többszörös korosztályos válogatott. 2021. szeptember 8-án mutatkozott be a felnőtt válogatottban az Olaszország elleni 2022-es labdarúgó-világbajnokság-selejtező mérkőzésén Linas Klimavičius cseréjeként. Ezzel 18 évesen és 1 hónaposan ő lett a válogatott legfiatalabb debütálója, aki hivatalos mérkőzésen lépett pályára.

## Statisztika

### Klub
2023. április 2-án frissítve.
| Klub                  | Szezon   | Bajnokság | Bajnokság | Kupa  | Kupa | Nemzetközi | Nemzetközi | Egyéb | Egyéb | Összesen | Összesen |
| Klub                  | Szezon   | Meccs     | Gól       | Meccs | Gól  | Meccs      | Gól        | Meccs | Gól   | Meccs    | Gól      |
| --------------------- | -------- | --------- | --------- | ----- | ---- | ---------- | ---------- | ----- | ----- | -------- | -------- |
| Crotone               | 2021–22  | 0         | 0         | 0     | 0    | —          | —          | —     | —     | 0        | 0        |
| Crotone               | Összesen | 0         | 0         | 0     | 0    | 0          | 0          | 0     | 0     | 0        | 0        |
| ŁKS Łódź (kölcsön)    | 2022–23  | 9         | 0         | 0     | 0    | —          | —          | —     | —     | 9        | 0        |
| ŁKS Łódź (kölcsön)    | Összesen | 9         | 0         | 0     | 0    | 0          | 0          | 0     | 0     | 9        | 0        |
| ŁKS Łódź II (kölcsön) | 2022–23  | 2         | 0         | 0     | 0    | —          | —          | —     | —     | 2        | 0        |
| ŁKS Łódź II (kölcsön) | Összesen | 2         | 0         | 0     | 0    | 0          | 0          | 0     | 0     | 2        | 0        |
| Összesen              | Összesen | 11        | 0         | 0     | 0    | 0          | 0          | 0     | 0     | 11       | 0        |

### Válogatott
2022. november 16-án frissítve.
| Nemzet   | Évek     | Pályára lépések | Gólok |
| -------- | -------- | --------------- | ----- |
| Litvánia |          |                 |       |
| 2021     | 2        | 0               |       |
| 2022     | 2        | 0               |       |
| 2023     | 0        | 0               |       |
| Összesen | Összesen | 4               | 0     |

## Sikerei, díjai
- ŁKS Łódź
  - I liga: 2022–23

- ŁKS Łódź II
  - III liga (I csoport): 2022–23